# Cavriani

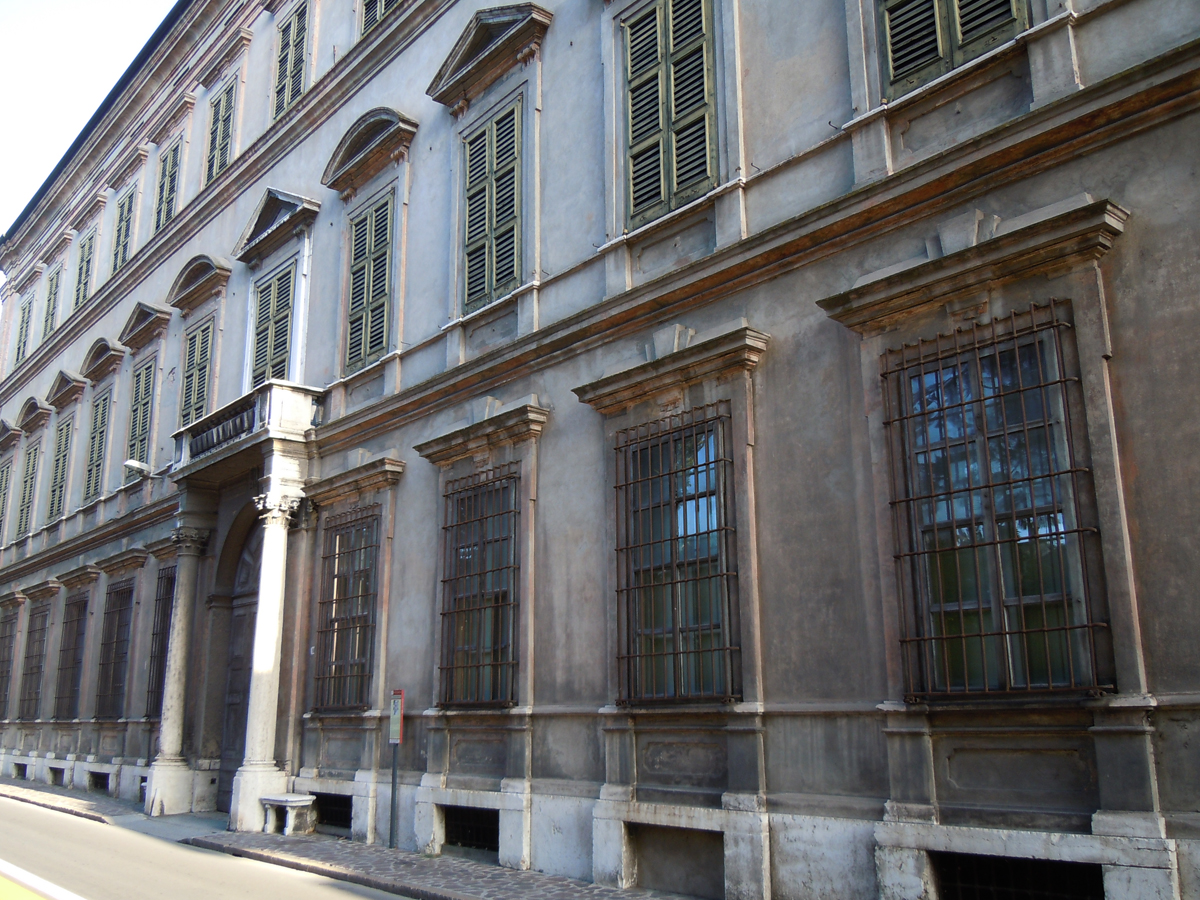
Mantova, Palazzo Cavriani.

Cavriani è una famiglia aristocratica italiana di Mantova. Era scesa dalla Germania intorno al 1000 e già nell'XI secolo era fiorente e ricca. Capostipite fu Pietro Cavriani (XIII secolo).

## Storia

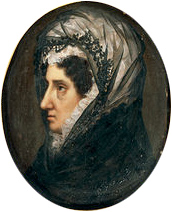
Ritratto di Teresa Cavriani (von Johann Poch, nel 1830)

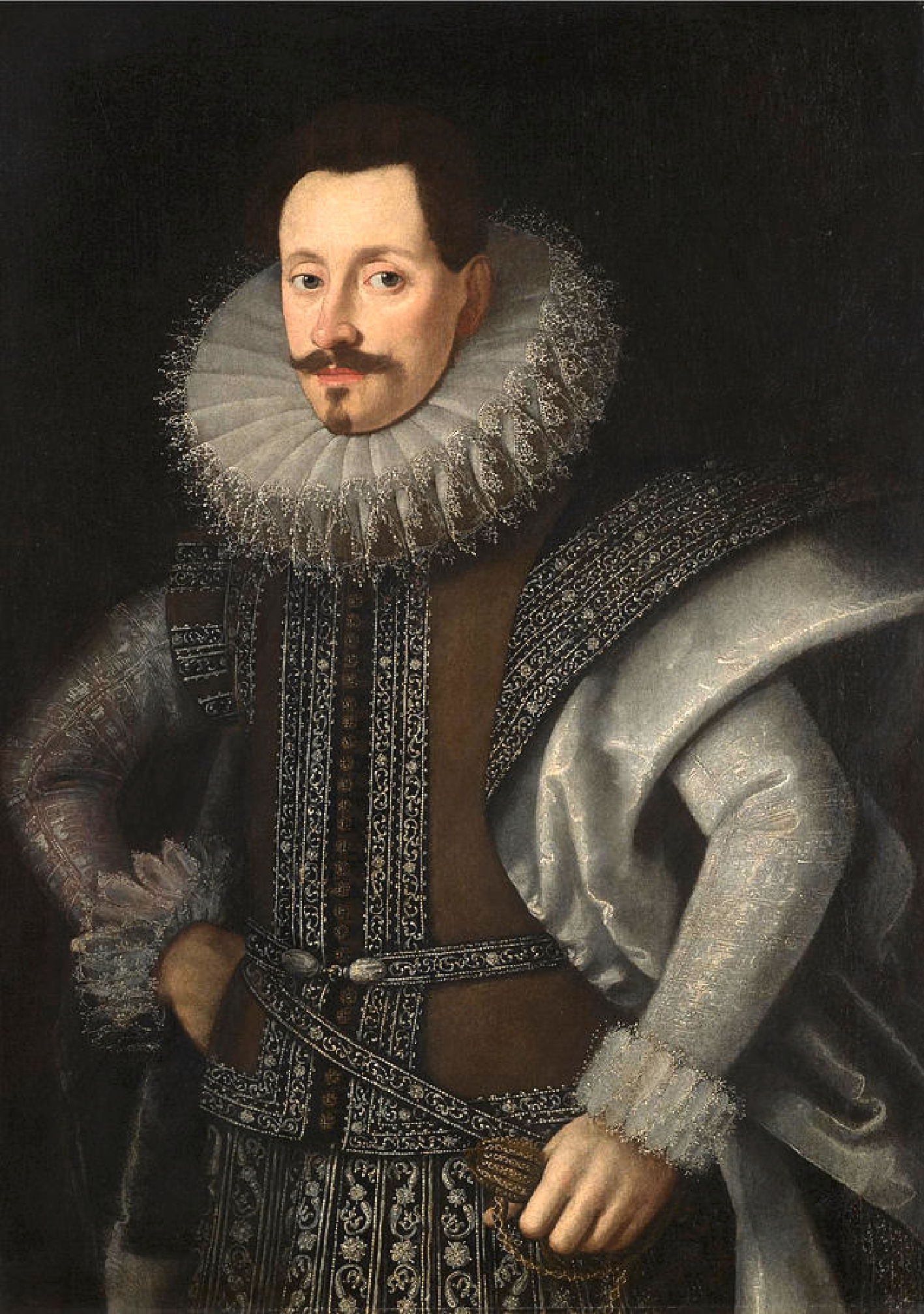
Ritratto di Massimiliano Cavriani

La famiglia Cavriani appare nel XII secolo. Il nome precedente era Capriani e deriva, a sua volta, probabilmente dalla famiglia di origine di Cavriana in Lombardia. All'inizio del XIII secolo alcune terre di Sacchetta (Sacha Caprianorum, Sacca dei Cavriani), ora frazione di Sustinente, furono donate dal Comune di Mantova alla nobile famiglia Cavriani, che venne in soccorso della città. Nel 1359 l'imperatore Carlo IV le dichiarò fondo imperiale e ne investì Corradino II Cavriani, cavaliere al servizio dei Visconti di Milano. La famiglia prese durante il dominio dei Gonzaga, con i quali si erano imparentati, una posizione significativa ricoprendo importanti incarichi. Nel 1638 la reggente del ducato di Mantova e del Monferrato Maria Gonzaga concesse alla famiglia Cavriani il titolo di marchesi. Nel 1700 veniva annoverata come la più ricca proprietaria fondiaria della città.
Da Maria Gabriella Cavriani, poi contessa Koháry (morta nel 1803) discendono diverse Case Sovrane, tra cui i Duchi Savoia-Aosta, gli Orléans, i Meclemburgo, i Braganza, rami degli Asburgo, Hohenzollern, Sassonia e altri tra cui tre Sovrani di Bulgaria, compreso l'ultimo, Simeone II (nato nel 1938). Infatti sua nipote Maria Antonia di Koháry (1797-1862) sposò (1816) il Principe Ferdinando di Sassonia-Coburgo dando vita a un ramo di questa famiglia, salito ai troni portoghese e bulgaro.

## Personalità illustri
La famiglia annovera tra i suoi più illustri esponenti:
- Pietro Cavriani (XIII secolo), signore di Sacchetta;[4]
- Ottavio Cavriani (XIV secolo), ambasciatore di Mantova presso il Papa Bonifacio IX nel 1398, accompagnò in Terra Santa Francesco I Gonzaga;[5]
- Galeazzo Cavriani, vescovo di Mantova  dal 1444 e governatore di Roma (1459-1460);[6]
- Carlo Cavriani (XV secolo), nel 1414 per conto del marchese Gianfrancesco Gonzaga partecipò al Concilio di Costanza;[7]

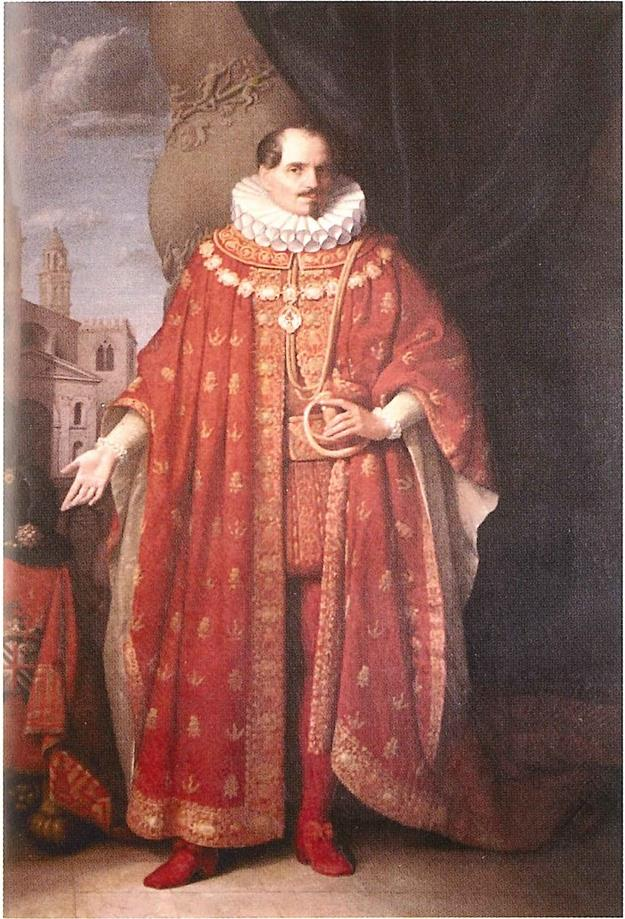
Ferdinando Cavriani con le vesti dell'Ordine del Redentore.

- Filippo Cavriani (?-1606), figlio di Antonio fu medico e letterato. Seguì in Francia il duca Ludovico Gonzaga-Nevers;[8]
- Guido Antonio Cavriani (XVI secolo), pretore di Castiglione nel 1520 e podestà di Castel Goffredo;
- Giulio Cavriani (XVI secolo), ambasciatore del duca Guglielmo Gonzaga;[9]
- Annibale Cavriani (m. 1594), fu consigliere degli imperatori Ferdinando I e di Massimiliano II;[9]
- Massimiliano Cavriani, maggiordomo del duca di Mantova Vincenzo I Gonzaga;
- Alberto Cavriani (m. 1595), figlio di Giulio, decano nella cattedrale mantovana, nel 1590 vescovo di Alba e dal 1590 ambasciatore del duca di Mantova Guglielmo Gonzaga in Spagna;[9]
- Ferrando Cavriani (XVI secolo), figlio di Giulio, ambasciatore del duca Guglielmo Gonzaga;[9]
- Ottavio Cavriani (m. 1617), consigliere intimo dell'imperatore, servì anche l'Arciduca d'Austria Mattia e fu familiare dell'Imperatore Rodolfo II;[9]
- Massimiliano Cavriani (XVI secolo), maggiordomo della duchessa di Mantova Caterina di Ferdinando de' Medici;[9]
- Francesco Cavriani (XVII secolo), cavaliere dell'Ordine del Redentore nel 1633;[10]
- Ferdinando Cavriani, primo ministro e consigliere del IX duca di Mantova Carlo II;[10]
- Annibale Cavriani (XVII secolo), fratello di Ferdinando, militare al servizio del duca Carlo II;[10]
- Ottavio Cavriani (XVII secolo), figlio di Ferdinando, militare per Carlo II di Spagna, cavaliere dell'Ordine del Toson d'oro;[11]
- Luigi Cavriani (1758-1839), rappresentante di Mantova presso la corte imperiale di Vienna;[12]
- Federico Cavriani (1762-1833), cavaliere di Malta, commendatore dell'Ordine della Corona ferrea. Fu senatore del Regno d'Italia;[13]
- Annibale Cavriani, Podestà di Mantova dal 1849 al 1854, ciambellano imperiale, cavaliere dell'Ordine della Corona ferrea, deputato della congregazione provinciale.[14]

Oltre che a Mantova, anche in Austria ci sono stati membri della famiglia Cavriani nell'esercito asburgico e nell'amministrazione:
- Franz Karl Graf von Cavriani (1707-1788);
- Ludwig Cavriani (1739-1799), conte e governatore della Boemia;
- Carl Graf Cavriani, colonnello comandante del Reggimento Dragoni "Principe del Liechtenstein" n. 10 nel 1844.

I Cavriani costruirono nella cripta della Michaelerkirche (Chiesa di S. Michele) di Vienna la loro tomba di famiglia laica. Avevano come margravio di tre generazioni un seggio ereditario nella Camera dei signori d'Austria, prima Camera rappresentativa austriaca.

## Albero genealogico
|                                                                            |                                                                                |                                                                                |                                                                       | | | |                                                                                   |                                                                                |                                                                                |
|                                                                            |                                                                                |                                                                                |                                                                       | | | Annibale, I signore di Sacchetta †1594 Fiorina Gambonica                                                                          |                                                                                   |                                                                                |                                                                                |
|                                                                            |                                                                                |                                                                                |                                                                       | | | |                                                                                   |                                                                                |                                                                                |
|                                                                            |                                                                                |                                                                                |                                                                       | | | |                                                                                   |                                                                                |                                                                                |
|                                                                            |                                                                                |                                                                                |                                                                       | | | Massimilano, II signore di Sacchetta *1565 †1623 Giulia Campeggi                                                                  |                                                                                   |                                                                                |                                                                                |
|                                                                            |                                                                                |                                                                                |                                                                       | | | |                                                                                   |                                                                                |                                                                                |
|                                                                            |                                                                                |                                                                                |                                                                       | | | |                                                                                   |                                                                                |                                                                                |
|                                                                            |                                                                                |                                                                                |                                                                       | | | Francesco, III signore di Sacchetta e I marchese di Colcavagno *1603 †? 1.Aurelia Antinori 2.Felicita di Canossa 3.Elena Grisella |                                                                                   |                                                                                |                                                                                |
|                                                                            |                                                                                |                                                                                |                                                                       | | | |                                                                                   |                                                                                |                                                                                |
|                                                                            |                                                                                |                                                                                |                                                                       | | | |                                                                                   |                                                                                |                                                                                |
|                                                                            |                                                                                |                                                                                |                                                                       | | 1.Ferdinando, II marchese di Colcavagno, I marchese Cavriani *1625 †1695 Vittoria Montefiori          | 1.Ferdinando, II marchese di Colcavagno, I marchese Cavriani *1625 †1695 Vittoria Montefiori                                      | 3.Anna Maria *1643 †1689 Pompeo Arrigoni, marchese di Villadeati                  | 3.Anna Maria *1643 †1689 Pompeo Arrigoni, marchese di Villadeati               |                                                                                |
|                                                                            |                                                                                |                                                                                |                                                                       | | | |                                                                                   |                                                                                |                                                                                |
|                                                                            |                                                                                |                                                                                |                                                                       | | | |                                                                                   |                                                                                |                                                                                |
|                                                                            |                                                                                |                                                                                |                                                                       | | Massimiliano, II marchese Cavriani †1738 1.Claudia Agnelli 2.Maddalena Facchini                       | |                                                                                   |                                                                                |                                                                                |
|                                                                            |                                                                                |                                                                                |                                                                       | | | |                                                                                   |                                                                                |                                                                                |
|                                                                            |                                                                                |                                                                                |                                                                       | | | |                                                                                   |                                                                                |                                                                                |
|                                                                            |                                                                                |                                                                                |                                                                       | 1.Antonio, III marchese Cavriani *1682 †1756 Lucrezia Sanvitale di Belforte                           | 1.Antonio, III marchese Cavriani *1682 †1756 Lucrezia Sanvitale di Belforte                           | 2.Vittoria *1689 †1775 Francesco Barbiano Boccardi-Quarterio, conte di Belgioioso                                                 | 2.Vittoria *1689 †1775 Francesco Barbiano Boccardi-Quarterio, conte di Belgioioso |                                                                                |                                                                                |
|                                                                            |                                                                                |                                                                                |                                                                       | | | |                                                                                   |                                                                                |                                                                                |
|                                                                            |                                                                                |                                                                                |                                                                       | | | |                                                                                   |                                                                                |                                                                                |
|                                                                            |                                                                                |                                                                                |                                                                       | Ferdinando, IV marchese Cavriani *1718 †1795 Maria Rosa Bentivoglio                                   | | |                                                                                   |                                                                                |                                                                                |
|                                                                            |                                                                                |                                                                                |                                                                       | | | |                                                                                   |                                                                                |                                                                                |
|                                                                            |                                                                                |                                                                                |                                                                       | | | |                                                                                   |                                                                                |                                                                                |
|                                                                            | Federico, V marchese Cavriani †1837 Anna Facchini                              | Federico, V marchese Cavriani †1837 Anna Facchini                              |                                                                       | | | Giuseppe *1765 †1846 Teresa Guerrieri Gonzaga                                                                                     | Giuseppe *1765 †1846 Teresa Guerrieri Gonzaga                                     | Giulia *1767 †1846 Francesco Luigi Gonzaga di Vescovato, principe di Vescovato | Giulia *1767 †1846 Francesco Luigi Gonzaga di Vescovato, principe di Vescovato |
|                                                                            |                                                                                |                                                                                |                                                                       | | | |                                                                                   |                                                                                |                                                                                |
|                                                                            |                                                                                |                                                                                |                                                                       | | | |                                                                                   |                                                                                |                                                                                |
| Cesare, VI marchese Cavriani *1804 †1885 Costanza Vincenza Maria Sordi     | Cesare, VI marchese Cavriani *1804 †1885 Costanza Vincenza Maria Sordi         | Massimiliano *1815 †? senza eredi                                              | Massimiliano *1815 †? senza eredi                                     | Annibale *1805 †1876 1.Teresa Arrigoni, marchesa di Villadeati 2.Olimpia Cocastelli CAVRIANI ARRIGONI | Annibale *1805 †1876 1.Teresa Arrigoni, marchesa di Villadeati 2.Olimpia Cocastelli CAVRIANI ARRIGONI | Ippolito *1808 †1893 1.Luigia Brivio Sforza 2.Daria Brivio Sforza                                                                 | Ippolito *1808 †1893 1.Luigia Brivio Sforza 2.Daria Brivio Sforza                 | Lucrezia *1808 †1893 Federico Parravicini, conte Parravicini                   | Lucrezia *1808 †1893 Federico Parravicini, conte Parravicini                   |
|                                                                            |                                                                                |                                                                                |                                                                       | | | |                                                                                   |                                                                                |                                                                                |
|                                                                            |                                                                                |                                                                                |                                                                       | | | |                                                                                   |                                                                                |                                                                                |
| Giulia *1836 †1900 Giuseppe Montecuccoli degli Erri, IX marchese di Vaglio | Giulia *1836 †1900 Giuseppe Montecuccoli degli Erri, IX marchese di Vaglio     | 1.Giovanni Francesco *1834 †1871 Clementina Rasini                             | 1.Giovanni Francesco *1834 †1871 Clementina Rasini                    | 1.Antonio, VII marchese Cavriani *1836 †1919 Camilla Dal Verme                                        | 1.Antonio, VII marchese Cavriani *1836 †1919 Camilla Dal Verme                                        | 1.Tullo *1842 †1915 Costanza Gonzaga di Vescovato                                                                                 | 1.Tullo *1842 †1915 Costanza Gonzaga di Vescovato                                 |                                                                                |                                                                                |
|                                                                            |                                                                                |                                                                                |                                                                       | | | |                                                                                   |                                                                                |                                                                                |
|                                                                            |                                                                                |                                                                                |                                                                       | | | |                                                                                   |                                                                                |                                                                                |
|                                                                            |                                                                                | Alessandro, I marchese di Villadeati *1860 †1888 Chiara Calchi Novati          | Alessandro, I marchese di Villadeati *1860 †1888 Chiara Calchi Novati | Massimiliano, VIII marchese Cavriani *1873 †1957 Ippolita Cavriani Arrigoni                           | Massimiliano, VIII marchese Cavriani *1873 †1957 Ippolita Cavriani Arrigoni                           | |                                                                                   |                                                                                |                                                                                |
|                                                                            |                                                                                |                                                                                |                                                                       | | | |                                                                                   |                                                                                |                                                                                |
|                                                                            |                                                                                |                                                                                |                                                                       | | | |                                                                                   |                                                                                |                                                                                |
|                                                                            | Ippolita *1885 †1964 Massimiliano Cavriani Arrigoni, IX marchese di Colcavagno | Ippolita *1885 †1964 Massimiliano Cavriani Arrigoni, IX marchese di Colcavagno | Alessandra *1888 †1956 Enea Milesi Ferretti, VII conte di Almissa     | Alessandra *1888 †1956 Enea Milesi Ferretti, VII conte di Almissa                                     | | |                                                                                   |                                                                                |                                                                                |

## Arma
Lo stemma originario della famiglia è costituito da tre strisce bianche su sfondo nero. Lo stemma si trova in forma modificata, a seconda della linea collaterale. Lo stemma comunale della località Mitterndorf an der Fischa nella Bassa Austria si basa sullo stemma dei Cavriani.

## Possedimenti

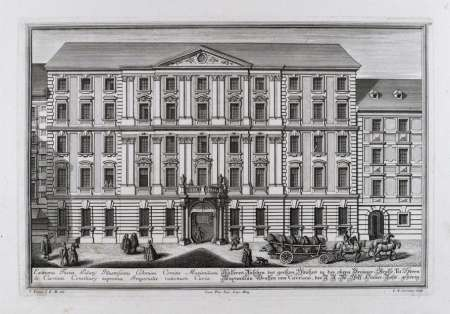
Palazzo Cavriani a Vienna nel 1730

- Palazzo Cavriani a Mantova, in via Trento, fu dal Quattrocento la dimora della famiglia e venne ricostruito nel 1756 dall'architetto Alfonso Torreggiani. L'esterno presenta una serie di finestre con robuste inferriate, mentre quelle del piano superiore hanno coperture triangolari e a semiluna. L'interno si apre con un ampio salone ricco di stucchi e affreschi di pittori mantovani tra i quali Giuseppe Bazzani e Francesco Maria Raineri.

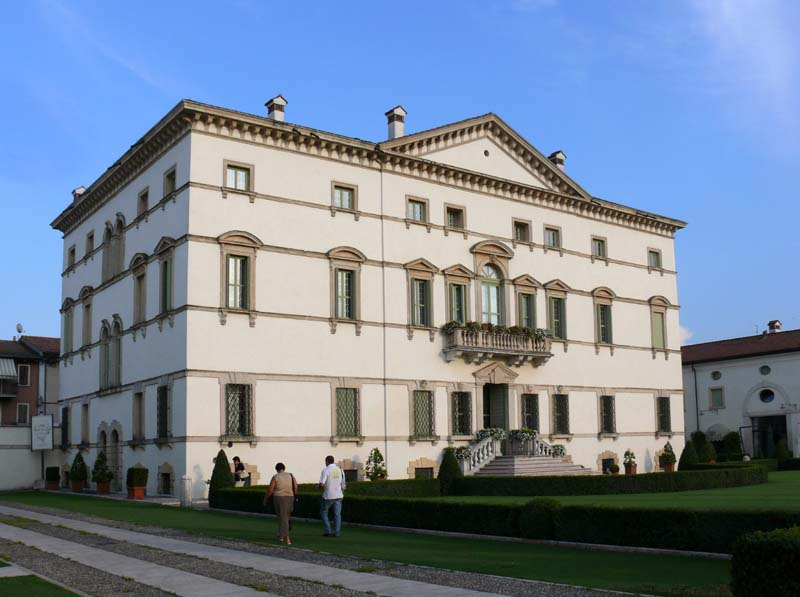
Mozzecane, Villa Vecelli, Cavriani

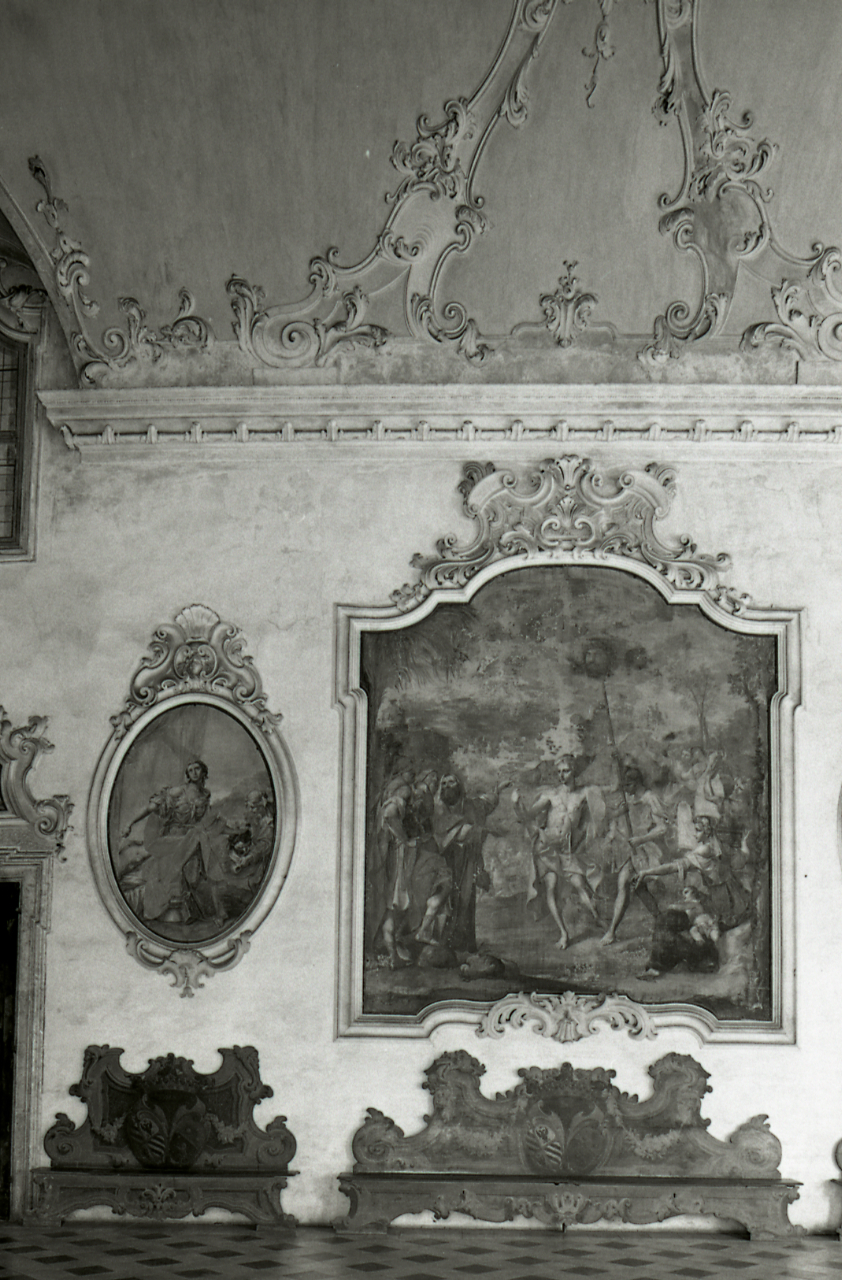
Interno di palazzo Cavriani a Mantova. Foto di Paolo Monti, 1979 (Fondo Paolo Monti, BEIC)

- Palazzo Cavriani-Gonzaga a Volta Mantovana.
- Villa Cavriani, sulla strada principale Ostigliese in località Garolda di Roncoferraro, vicino a Mantova.
- Villa Vecelli, Cavriani a Mozzecane.
- Villa Grassetti in località Sailetto di Suzzara.
- Castello Maggiorasco, costruito dai Cavriani a Sacchetta, nei pressi di Sustinente, agli inizi del Trecento e quasi interamente abbattuto a metà dell'Ottocento.[15]
- Oratorio Cavriani, fatto edificare in stile barocco dal marchese Ferdinando Cavriani alla fine del Settecento come mausoleo di famiglia.[16]
- Corte Villabona a Goito.[17]

Dopo l'annessione di Mantova da parte dell'Austria, la famiglia acquistò della proprietà nell'Impero asburgico. Queste includono il castello di Bad Kreuzen, il castello di pietra di Mauthausen, il castello di Wartberg ob der Aist, il castello di Unterweitersdorf e il castello di Seibersdorf.
In Boemia e Moravia sono stati in loro possesso i villaggi di Veselá u Častrova e Letohrad e ha preso il loro nome il villaggio della Moravia Kavriánov, nel comune di Šaratice.
A Vienna costruirono il Palazzo Cavriani.